# Украинская католическая народная партия
Украинская католическая народная партия  (укр. Українська Католицька Народна Партія (УКНП), с 1931 года — Українська Народна Обнова (УНО)) — политическая партия, основанная в 1930 году во Львове. УКНП, придерживаясь христианского направления, заменила собой Христианско-Общественную Партию. УКНП выступала за более широкую автономию украинского населения, проживавшего на востоке Польши. На партию значительное влияние оказывал грекокатолический епископ Григорий Хомишин. С 1933 года председателем партии был депутат польского сейма И. Волянский. Одним из деятелей УКНП был украинский публицист Осип Назарук. Партия издавала периодическое издание «Нова Зоря». Значительного влияния УКНП в общественной жизни Польши и Западной Украины партия не имела.

## Источник
- Енциклопедія українознавства (в10 томах) / Главный редактор Володимир Кубійович, Париж, Нью-Йорк, изд. Молоде Життя, 1954—1989.
- Москалюк М. Українська католицька народна партія і проблема польсько-українського порозуміння // Українсько-польські відносини в Галичині у XX ст., Івано-Франківськ, изд. Плай, 1997. стр. 221—224.
- Бурачок Лілія Василівна. Громадсько-політична діяльність Осипа Назарука (1883—1940 рр.), Івано-Франківськ, 2006.